# Scrophularia modesta
Scrophularia modesta là một loài thực vật có hoa trong họ Huyền sâm. Loài này được Kitag. miêu tả khoa học đầu tiên năm 1935.